# 吉姆丹河
吉姆丹河（俄语：Река Джимдан）是萨哈林州诺格利基区的河流，源起达吉山东麓，向东南方向流经多杉林的高地，在下游穿过布满沼泽的山谷，流经诺格利基，注入内斯基湾，长68公里，流域面积312平方公里。

## 引用
1. ↑  М·Г·瓦西科夫斯基. . 列宁格勒: 气象出版社. 1973 （俄语）.
2. ↑  . verumwiki 俄自然资源部.   [2023-10-29]. （原始内容存档于2023-10-29） （俄语）.